# جورج ويست (سياسي)
جورج ويست (بالإنجليزية: George West)‏ هو مصرفي وسياسي أمريكي، ولد في 17 فبراير 1823 في المملكة المتحدة، وتوفي في 20 سبتمبر 1901 في بالستون في الولايات المتحدة. حزبياً، نشط في الحزب الجمهوري. وقد انتخب عضو جمعية ولاية نيويورك وانتخب عضو مجلس النواب الأمريكي.